# Coquille

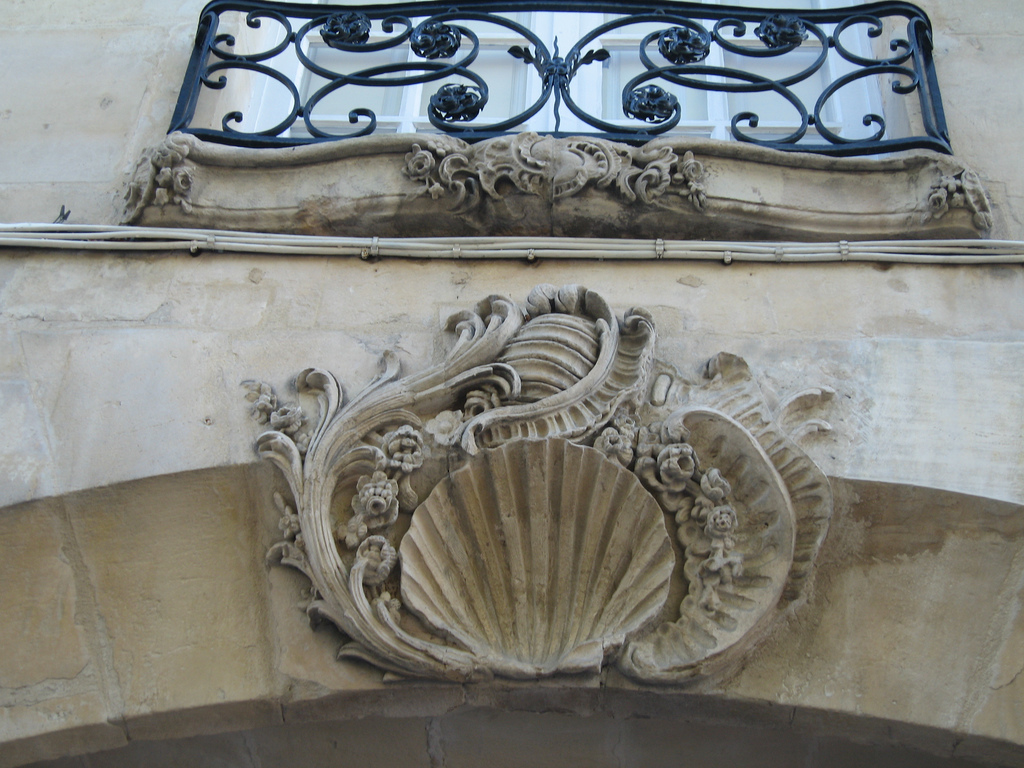
Decoración con rocaille y coquille en la puerta y el balcón del Hôtel Daumesnil de Caen..

Coquille es la denominación que en terminología propia de la historiografía del arte se da a un elemento decorativo basado en las conchas naturales, que junto a la rocaille determinó la denominación del estilo rococó. Es principalmente utilizado como elemento arquitectónico, aunque también como elemento escultórico, en la decoración de interiores, en el mobiliario y en otras de las denominadas artes decorativas.
También puede referirse a cuencos pequeños con forma de concha que se utilizan como vajilla.
Es muy poco habitual emplear con este significado la forma española "coquilla", utilizándose de modo generalizado la palabra en su forma francesa.